# Purpurklokke
Purpurklokke (Heuchera sanguinea) er en vintergrøn staude med purpurrøde blomster, som sidder højt over bladene. Da planten er både hårdfør og tørketålende, dyrkes den ofte i haverne.

## Beskrivelse
Purpurklokke er en vintergrøn, urteagtig plante med en tueformet vækst og en grundstillet bladroset. Planten har en tyk, skællet jordstængel, der kan være tilbøjelig til at vokse op over jordoverfladen. Bladene er samlet i en grundstillet roset, og de er langstilkede og runde med fem store lapper og en groft savtakket rand. Alle overjodiske dele er tæt behårede. 
Blomstringen foregår i maj, hvor man finder blomsterne i en eller flere endestillede, løse stande på særlige skud, der er hævet højt over bladrosetten. De enkelte blomster er 5-tallige og regelmæssigt klokkeformede med små, spidse krontænder og purpurrøde kronblade. Frugterne er kapsler med mange frø.
Rodsystemet består af en lodret jordstængel med mange, dybtgående rødder.
Højde x bredde og årlig tilvækst: 0,20 x 0,40 m (20 x 40 cm/år), heri ikke medregnet blomsterstanden, der når mindst 30 cm op over bladrosetten. Målene kan bruges til beregning af planteafstande i fx haver.

## Hjemsted
Arten har sit naturlige hjemsted i det tørre, sydvestlige USA, hvor den findes i bunden under lyse skove eller krat på varm og tør jord. 
I Wildhorse Canyon, som er en del af Rincon Mountain District i Saguaro National Park, Arizona, USA, findes den sammen med bl.a. Abutilon incanum (en art af klokketræ), alligatorene, rørblomst, særkrone, Arctostaphylos pungens (en art af melbærris), Aristolochia watsonii (en art af slangerod), Baccharis salicifolia (en art af korsrod), Bouteloua barbata (en art af moskitogræs), canadisk bakkestjerne, Celtis pallida (en art af nældetræ), Cucurbita digitata (en art af græskar), kæmpekaktus, lakridsfløjlsblomst, Phacelia distans (en art af honningsurt), Pinus discolor (en art af Fyr), Populus fremontii (en art af poppel), Quercus arizonica (en art af eg), Sisyrinchium cernuum (en art af blåøje), sølvbynke og tandet kreosotbusk
| Portal | Portal:Botanik |